# Йоласвейнари
Йоласвейна́ри (ісл. jólasveinarnir або jólasveinar) або Йольські Хлопці — персонажі ісландського фольклору, які в сучасну епоху стали місцевою ісландською версією Санта-Клауса. Їх число змінювалося упродовж століть, в даний час вважається що Йоласвейнарів — тринадцять. Приходять до людей під час Йоля.

## Походження образу
В Ісландії XVII століття з'являються перші відомості про зовнішній вигляд, характер Йоласвейнарів та їх кількість, але вони значно різняться, залежно від місця, де була почута розповідь, отже Йоласвейнарів могли описувати і як бешкетних жартівників, і як злодюжок, і як смертоносних чудовиськ, що поїдають дітей. У вірші «Стара тула про дітей Ґріли» (Gömul Thula Grýlubörn) йдеться, що Йоласвейнарів було двадцять, але двоє наймолодших близнят померли ще в колисці. Всього записано близько 80 імен братів і навіть сестер. Матір'ю їх вважали велетку-людожерку Ґрілу (ісл. Grýla), яка викрадала неслухняних і вередливих дітей, а батьком — леженя Леппалуді (Leppalúði). Згідно з фольклорними даними, Йоласвейнари або Йольські Хлопці живуть в одній печері з батьком, матір'ю і величезним чорним Йольським Котом, який ходить всюди разом з Йоласвейнарами і з'їдає тих ледарів, хто не обзавівся вовняною обновкою до Святок. Йоласвейнари зазвичай приходять з боку гір, хоча в окремих місцевостях можуть з'явитися з боку моря.
В 1932 році в книзі «Йоль іде» (Jólin koma) ісландський поет Йоуханнес з Катлара (Johannes úr Kötlum) опублікував вірш «Jólasveinarnir». Йоуханнес звернувся до казкових образів Різдва з ісландського фольклору і, завдяки своїй популярності, «офіційно» затвердив Йоласвейнарів у кількості тринадцяти персонажів. Всі вони мають описові імена, які передають їх образ дій. У XX столітті вони стали особливо популярні як дарувальники невеликих різдвяних подарунків протягом 13 днів попередніх до Святвечора, слухняним дітям ці подарунки клалися в черевики, що виставляються на підвіконня, для черевиків неслухняних дітей припасають камінь, шматок вугілля або картоплину.
У наш час Йоласвейнари іноді зображуються в традиційному костюмі Санта-Клауса, але зазвичай — в пізньосередньовічному ісландському одязі.

## Перерахування Йоласвейнарів
Вважається, що Йольські Хлопці по черзі «прибувають в місто» протягом 13 ночей перед настанням Різдва, і залишаються в ньому кожен майже на два тижні (13 днів), після чого йдуть геть один за іншим. Найбільш відомий список імен був опублікований в 1862 році збирачем фольклору Йоном Аурнасоном (Jon Árnason):
| Ісландське ім'я              | Переклад          | Характеристика | День прибуття | День від'їзду |
| ---------------------------- | ----------------- | --- | ------------- | ------------- |
| Stekkjastaur (Стеккьярстейр) | Жердина-з-кошари  | Мучить овець, але незграбний через проблеми з ногами.                                                                                         | 12 грудня     | 25 грудня     |
| Giljagaur (Гільягейр)        | Канавний Йолоп    | Ховається в ровах і канавах, очікуючи на можливість забратися в хлів і поцупити молоко.                                                       | 13 грудня     | 26 грудня     |
| Stúfur (Стувюр)              | Обрубок           | Коротун, краде тарілки, щоб з'їсти залишений в них зачерствілий хліб.                                                                         | 14 грудня     | 27 грудня     |
| Þvörusleikir (Тверуслейкір)  | Ложколиз          | Викрадає Þvörur (тип дерев'яних ложок з довгими ручками), щоб їх облизати. Через недоїдання дуже худий.                                       | 15 грудня     | 28 грудня     |
| Pottasleikir (Поттаслейкір)  | Горшколиз         | Доїдає залишки їжі з горщиків і каструль. | 16 грудня     | 29 грудня     |
| Askasleikir (Аскаслейкір)    | Мисколиз          | Ховається під ліжками, чекаючи поки хто-небудь опустить вниз askur (посуд з кришкою, що використовується замість миски), яку він потім краде. | 17 грудня     | 30 грудня     |
| Hurðaskellir (Хюрдаскеллір)  | Гупальник Дверима | Любить грюкнути дверима, особливо в нічний час.                                                                                               | 18 грудня     | 31 грудня     |
| Skyrgámur (Скиргаумюр)       | Скирний Ненажера  | Любитель поласувати скиром (різновид кислого молока).                                                                                         | 19 грудня     | 1 січня       |
| Bjúgnakrækir (Бьюгнакрайкір) | Ковбасохоп        | Може сховатися в кроквах коптильні і зривати звідти ковбаси, що коптяться.                                                                    | 20 грудня     | 2 січня       |
| Gluggagægir (Глюггагайір)    | Підглядач у вікна | Любитель підглядати у вікна у пошуках речей, які можна вкрасти.                                                                               | 21 грудня     | 3 січня       |
| Gáttaþefur (Гауттатевюр)     | Дверний винюхувач | Має надзвичайно великий ніс і гострий нюх, які він використовує, щоб знайти laufabrauð (різдвяний хліб особливої випічки).                    | 22 грудня     | 4 січня       |
| Ketkrókur (Кеткроукюр)       | М'ясний Гак       | Використовує гак для крадіжки м'яса. | 23 грудня     | 5 січня       |
| Kertasníkir (Кертаснікір)    | Свічковий Жебрак  | Слідує за дітьми, щоб вкрасти їхні різдвяні свічки (які раніше робилися з сала і, отже, були їстівними).                                      | 24 грудня     | 6 січня       |